# Eravisci
Gli Eravisci erano una tribù celtica che risiedeva in Pannonia. Si ritiene che il centro principale della tribù si trovasse sulla collina di Gellért, presso l'odierna Budapest. Sembrerebbe che anche a Szentendre e Dunaújváros siano state rinvenute tracce della loro presenza.
Il primo contatto con questo popolo ad opera dei Romani risalirebbe agli anni attorno al 9-1 a.C., da parte di un certo Marco Vinicio, come riporta un'iscrizione trovata a Tuscolo, vicino a Frascati che recita:
( AE 1895, 122 )